# IC 1435
IC 1435 — галактика типу Sbc (компактна витягнута спіральна галактика) у сузір'ї Водолій.
Цей об'єкт міститься в оригінальній редакції індексного каталогу.